# Benjamin Nugent
Benjamin Nugent (Amherst, ...) è uno scrittore e giornalista statunitense, principalmente conosciuto per il libro Storia naturale del nerd (American Nerd: The Story of My People).

## Biografia
Nugent è nato ad Amherst, nel Massachusetts. Dopo aver suonato nella band The Cloud Room, ha iniziato a scrivere per Time e New York Times. Si occupa soprattutto di musica.
Nel 2011 in Italia è uscito il suo Storia naturale del nerd pubblicato in Italia da Isbn Edizioni. Il libro è un divertente saggio socio-antropologico sulla figura del nerd, e mescola autobiografia, saggio storico e numerosi riferimenti letterari. In appendice al volume, è inserito il racconto Il gufo Ollie, già pubblicato nel 2009 su Tin House.
Nugent attualmente vive a Iowa City.